# Улица имени Парижской Коммуны
У́лица и́мени Пари́жской Комму́ны (прежнее название: Су́харевская на Мелько́вке) — исчезнувшая улица в жилом районе «Центральный» Железнодорожного административного района Екатеринбурга.

## История
Улица проходила вдоль юго-восточного берега Мельковского пруда; начиналась у моста через речку Засухин Ключ по Харитоновской улице (современная Шевченко) и заканчивалась, доходя до улицы Водочной (современная улица Мамина-Сибиряка). Застройка по улице Сухаревской на Мельковке стала формироваться в начале XIX века, улица впервые прослеживается на плане Екатеринбурга 1804 года, на всех более поздних планах города вплоть до первой четверти XX века её трассировка также обозначена.
В 1880-х годах на улице было расположено 6 усадеб, заселённых в основном представителями мещанского сословия. Одноэтажными деревянными домами с банями владели П. С. Лебзина, братья Яким и Иван Бурцевы, А. П. Пименов, вдова чиновника Ф. Я. Сетко, отставной мастеровой Д. Я. Колосов. Дом со службами имел отставной унтер-офицер Томас Иванович Поплавский.
В 1919 году улица была переименована и получила название имени Парижской Коммуны. В конце 1930-х годов в ходе начавшегося расширения территории завода «Металлист» (бывший завод Ятеса и будущий «Уралтрансмаш») и последовавшей ликвидации Мельковского пруда улица перестала существовать.